# Desmia semirufalis
Desmia semirufalis là một loài bướm đêm trong họ Crambidae. It is found in Peru.